# Antanas Bagdonavičius
Antanas Bagdonavičius (ur. 15 czerwca 1938 w Babianach w gminie Twerecz, zm. 9 marca 2024 w Wilnie) – litewski wioślarz reprezentujący ZSRR, dwukrotny medalista olimpijski.
W 1963 ukończył studia na wydziale fizyki Uniwersytetu Wileńskiego.
Wystąpił na igrzyskach olimpijskich w Rzymie w 1960, gdzie reprezentacja ZSRR w składzie: Antanas Bagdonavičius, Zigmas Jukna i Igor Rudakow (sternik) wywalczyła srebrny medal w dwójkach ze sternikiem. W finale o 1,03 sekundy przegrali z osadą Wspólnej Reprezentacji Niemiec, a o 4,41 sekundy wyprzedzili osadę USA. Na rozgrywanych cztery lata później igrzyskach olimpijskich w Tokio startował w ósemkach; osada ZSRR zajęła w finale piąte (przedostanie) miejsce. Brał też udział w igrzyskach olimpijskich w Meksyku w 1968, zajmując trzecie miejsce w ósemkach. W finale Zigmas Jukna, Antanas Bagdonavičius, Wołodymyr Sterlik, Juozas Jagelavičius, Aleksandr Martyszkin, Vytautas Briedis, Wałentyn Krawczuk, Wiktor Suslin i Jurij Łoriencson ulegli tylko osadom RFN i Australii.
W tej konkurencji zdobył srebrny medal na mistrzostwach świata w Lucernie (1962). Zajął również drugie miejsce w czwórce bez sternika na mistrzostwach świata w Bledzie (1966).
Podczas mistrzostw Europy w Pradze (1961) zdobył złoty medal w dwójce ze sternikiem. Następnie zdobywał srebro w ósemkach na mistrzostwach Europy w Kopenhadze (1963) i mistrzostwach Europy w Amsterdamie (1964). Ponadto zwyciężał w czwórce bez sternika na mistrzostwach Europy w Duisburgu (1965) i czwórce ze sternikiem na mistrzostwach Europy w Vichy (1967). 
Dziesięciokrotnie zdobywał mistrzostwo Związku Radzieckiego. Po zakończeniu kariery był sędzią zawodów wioślarskich na Litwie.